# Даишоара (Брашов)
Даишоара (рум. Dăișoara) насеље је у Румунији у округу Брашов у општини Унгра. Oпштина се налази на надморској висини од 488 m.

## Становништво
Према подацима из 2002. године у насељу је живело 771 становника.

### Попис2002.
| Расподела становништва по националности 2002.‍ | Расподела становништва по националности 2002.‍ | Расподела становништва по националности 2002.‍ | Расподела становништва по националности 2002.‍ | Расподела становништва по националности 2002.‍ |
| --------------------------------------------- | --------------------------------------------- | --------------------------------------------- | --------------------------------------------- | --------------------------------------------- |
|                                               |                                               |                                               |                                               |                                               |
| Румуни                                        | Румуни                                        |                                               | 393                                           | 51,0%                                         |
| Мађари                                        | Мађари                                        |                                               | 5                                             | 0,6%                                          |
| Роми                                          | Роми                                          |                                               | 373                                           | 48,4%                                         |